# Dupés jusqu'au Jugement dernier
Pour plus de détails, voir Fiche technique et Distribution.
Dupés jusqu'au Jugement dernier (titre original : Betrogen bis zum jüngsten Tag) est un film est-allemand réalisé par Kurt Jung-Alsen, sorti en 1957.

## Synopsis
En juin 1941, les troupes allemandes sont à proximité de la frontière lituanienne. En raison de leur excellente attitude au tir, l'appointé-chef Wagner, l'appointé Lick et l'oberschütze Paulun obtiennent un congé exceptionnel. Peu avant, Angelika, la fille du capitaine von der Saale, prend congé du front et commence à rentrer dans son village d'origine. Son père voulait lui faire plaisir en lui donnant une fourrure de renard argenté, mais celle-ci n'est pas prête à temps. Les trois soldats emportent la fourrure et veulent lui amener à la gare. Tous les trois ont mauvaise conscience, car ils ont conservé sur eux des cartouches alors qu'ils auraient dû les rendre. Quand ils voient un héron au bord d'un étang, ils veulent le tuer. Mais ils le ratent mais la balle perdue atteint mortellement Angelika qui était assise près de l'eau. Les trois soldats paniquent et enterrent le corps. Paulun est le plus ébranlé par cette mort. Après avoir été dans un bistrot, ils reviennent au camp, mais Paulun devient fou et s'évanouit après qu'il a essuyé le visage de Lick avec les bas d'Angelika qu'il avait dans sa poche.
Les troupes s'animent, Werner et Lick doivent ramper jusqu'à la rive où Angelika est enterrée. La pierre que les hommes ont mise comme tombe n'a pas bougé. Comme Lick est un danger permanent, Lick se confie à son père, un général Waffen-SS. Le corps d'Angelika est déterrée et est présentée à tous les soldats comme la victime des Russes. Sur les ordres de Hitler, l'armée attaque le même jour l'Union Soviétique et massacre toute la population. Lorsqu'un groupe de femmes lituaniennes est amené à un peloton d'exécution, en représailles à la mort d'Angelika, Paulun veut avouer toute la vérité au capitaine, mais Lick lui coupe la parole. Il présente Paulun comme souffrant de troubles mentaux dus à la guerre. Les femmes sont tuées, même si le capitaine soupçonne qu'il ne sait pas la vérité, mais ne veut pas la savoir. Un peu plus tard, Wagner, Lick et Paulun vont en moto dans la forêt. Soudain Paulun tente de s'échapper, il est abattu par Lick dans sa course. Lick remonte sur la moto et ordonne à Werner de ramasser son fusil qu'il a laissé tomber par la peur. Après un moment d'hébétude, Werner prend l'arme et vise Lick.

## Fiche technique
- Titre : Dupés jusqu'au Jugement dernier
- Titre original : Betrogen bis zum jüngsten Tag
- Réalisation : Kurt Jung-Alsen assisté de Hans-Joachim Kasprzik (de)
- Scénario : Kurt Bortfeldt
- Musique : Günter Klück
- Direction artistique : Artur Günther (de)
- Costumes : Ingeborg Wilfert
- Photographie : Walter Fehdmer
- Son : Hubert Kübler
- Montage : Wally Gurschke
- Production : Adolf Fischer
- Sociétés de production : DEFA
- Société de distribution : Progress Film-Verleih (de)
- Pays de production :  Allemagne de l'Ouest
- Langue : allemand
- Format : Noir et blanc - 1,33:1 - Mono - 35 mm
- Genre : Drame
- Durée : 75 minutes
- Dates de sortie :
  - Allemagne de l'Ouest : 7 mars 1957.
  - Danemark : 7 avril 1957.
  - Suède : 3 décembre 1958.
  - France : avant fin 1960[1].

## Distribution
- Rudolf Ulrich (de) : Wagner
- Wolfgang Kieling : Lick
- Hans-Joachim Martens : Paulun
- Walther Suessenguth (de) : le capitaine von der Saale
- Renate Küster (de) : Angelika
- Peter Kiwitt : La général Waffen-SS Lick
- Hermann Dieckhoff : le commandant de division
- Kurt Ulrich : le lieutenant
- Erich Brauer (de) : L'adjudant
- Hannes Fischer (de) : le sous-officier à la cuisine
- Helga Raumer (de) : La fille de l'aubergiste
- Paul Pfingst : le SS
- Ulf Torberg : le porte-parole
- Carlo Kluge : un adjudant
- Werner Senftleben (de) : le sous-officier dans le stand de tir
- Hermann Mayer-Falkow (de) : le major dans le stand de tir
- Gerhard Lah : le sous-officier aux gaz
- Lu Marek : La paysanne russe
- Horst Kube : le soldat de la transmission
- Horst Guntermann : le feldwebel Waffen-SS
- Wolfgang Lippert : le sous-officier au service de Voss
- Ernst Steiner : un soldat dans le stand de tir
- Siegfried Weil : un soldat dans le stand de tir
- Erich Fritze (de) : un officier
- Hans Flössel (de) : un sous-officier
- Walter Wickenhauser : un soldat ivre
- Fritz Diez : Adolf Hitler (Voix)

## Production
Le scénario écrit en 1955 s'appuie sur la nouvelle de Franz Fühmann, Kameraden. Le film est tourné en 1956.

## Distinctions
Après une première à Berlin le 7 mars, le film représente la République démocratique allemande au Festival de Cannes 1957, en compétition pour la Palme d'or. En raison d'une polémique entretenue par la République fédérale pour qu'il n'y ait qu'un seul film allemand, le film est maintenu à la représentation mais est retiré de la compétition. Il s'agissait du premier film de la DEFA en compétition à Cannes ; en 1956, Zar und Zimmermann (de) et Der Teufelskreis (de) ont été présentés. De son côté, le République fédérale présente Rose Bernd de Wolfgang Staudte, une adaptation de la pièce de Gerhart Hauptmann, qui est éreinté par la critique internationale, surtout en comparaison avec le film de la DEFA. Le Times trouve le film occidental terne et maniéré, et regrette que le film de la DEFA n'a pas été autorisé à concourir parce qu'il possède une poésie amère.

## Source de traduction
- (de) Cet article est partiellement ou en totalité issu de l’article de Wikipédia en allemand intitulé « Betrogen bis zum jüngsten Tag » (voir la liste des auteurs).